# Canaries
Canaries, miasto w Saint Lucia. Miasto jest stolicą dystryktu Canaries.